# Чучалови
Чуча́лови (рос. Чучаловы) — присілок у складі Верхошижемського району Кіровської області, Росія. Входить до складу Середньоівкінського сільського поселення.
Населення становить 12 осіб (2010, 13 у 2002).
Національний склад станом на 2002 рік — росіяни 92 %.